# Status Quo
Status Quo je britská hudební skupina z Londýna, založená v roce 1962 Francisem Rossim a Alanem Lancasterem, když byli ještě školáci. Po několika změnách názvu a sestavy, které zahrnovaly příchod Johna Coghlana v roce 1963 a Ricka Parfitta v roce 1967, se kapela stala The Status Quo v roce 1967 a Status Quo v roce 1969. K roku 2025 je kapela aktivní nepřetržitě už 63 let.
Mají na kontě více než 60 hitů v britské hitparádě — více než kterákoliv jiná kapela — včetně „Pictures of Matchstick Men“ (jejich první hit v žebříčku), „Caroline“ (jejich první Top 5 hit) a „Down Down“ (jejich jediný singl číslo 1). Dvaadvacet těchto hitů se dostalo do Top 10 britské singlové hitparády a padesát sedm do Top 40. Vydali více než 100 singlů a 33 studiových alb, z nichž většina byla bestsellerem. Od roku 1972, kdy se s albem Piledriver dostali na 5. místo britské albové hitparády, umístili Status Quo 29 po sobě jdoucích studiových alb v britském žebříčku, včetně 20 alb v Top 10, až po jejich poslední album Backbone z roku 2019. V roce 2012 byli označeni za desátou nejprodávanější skupinu všech dob na UK Singles Chart s prodejem 7,2 milionu singlů jen ve Velké Británii. K roku 2015 patřili mezi pouhých 50 umělců, kteří strávili na UK Albums Chart více než 500 týdnů celkem.
V červenci 1985 otevřela kapela Live Aid na stadionu Wembley s písní „Rockin' All Over the World“. V roce 1991 získali Status Quo Brit Award za výjimečný přínos hudbě. V roce 2014, při přípravě na titulní vystoupení na festivalu Download, Status Quo obdrželi cenu Service to Rock na Kerrang! Awards. Status Quo vystoupili v pořadu Top of the Pops vícekrát než kterákoliv jiná kapela. Jejich úspěch a dlouhověkost, stejně jako jejich vazby na britskou královskou rodinu (včetně dobročinné práce pro Prince's Trust) vedly k tomu, že jsou médii často popisováni jako „národní instituce“. Kapela tvrdí, že po celém světě prodala více než 118 milionů desek.

## Historie

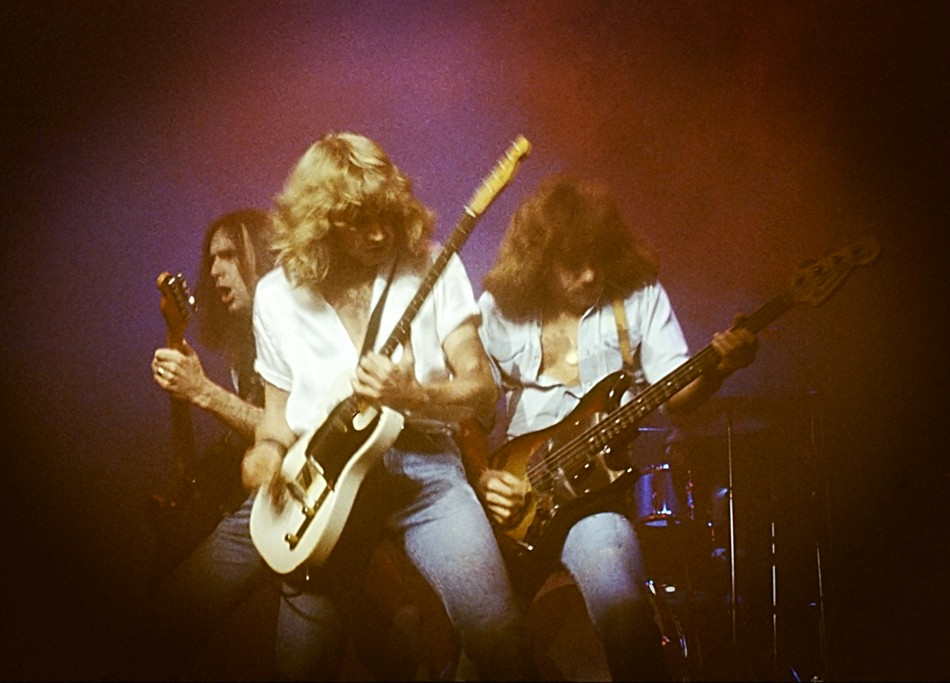
Rossi, Parfitt a Lancaster roku 1978

Historie kapely začíná roku 1962, kdy byla založena pod názvem The Paladins Francisem Rossim (zpěv, kytara) a Alanem Lancasterem (baskytara) na Sedgehill Comprehensive School v Catfordu v Londýně, spolu se spolužáky Jessem Jaworskim (klávesy) a Alanem Keyem (bicí). Skupina vydala pár neúspěšných singlů a obrat k lepšímu nenastal ani po přejmenování kapely na Traffic Jam, proto skupinu v roce 1967 rozšířil druhý zpěvák a rytmický kytarista Rick Parfitt.
Po příchodu Parfitta kapela opět změnila název na The Status Quo a začátkem roku 1968 vydala singl Pictures of Matchstick Men, který rychle zaznamenal úspěch jak v britské (7. místo), tak i americké (12.) hitpáradě. Následujíc singl "Black Weills of Melancholy" zapadl, ale třetí s názvem "Ice In the Sun" se opět prosadil. Všechny jmenované singly se objevily i na debutovém albu ze stejného roku s krkolomným názvem Picturesque Matchstickable Messages From The Status Quo. To se však žádného významného úspěchu nedočkalo. Status Quo vypustilo z názvu „the“ a zažívalo slabá léta, kdy zůstávala většina jejich publikované práce bez většího zájmu. Pouze singl Rolling Down the Dustpipe z roku 1970 se vyšplhal na 12. místo hitparády. V létě téhož roku kapelu opustil Roy Lynes, který prakticky doslova „vystoupil z rozjetého vlaku“, když kapelu opustil při cestě vlakem do Skotska, kde jednoduše při cestě vystoupil. Vše se začalo měnit roku 1972 se změnou image a singlem „Paper Plane“, který se umístil v Top10 britské hitparády, albem Piledriver z téhož roku, které bylo páté mezi alby, a koncerty v Readingu a na Great Western Festival, které vyšvihly Status Quo mezi žádané zboží. Následující rok vyšel velice úspěšný singl „Caroline“ a album Hello, které se dostalo na první místo. Na něm poprvé spolupracoval Andy Bown, který se později roku 1976 stal klávesistou skupiny. Roku 1975 se pak Status Quo poprvé dostalo na první místo hitparády se singlem „Down Down“. Všechna následující alba vydaná během 70. let se dostala mezi nejlepších pět alb hitparády a vzešly z nich známé singly jako například „Rockin' All Over The World“ či „Whatever You Want“.
Roku 1981 po vydání alba Never Too Late opustil kapelu John Coghlan poté, co vztekle rozmetal svou soupravu bicích a odešel ze studia. Náhradou se stal Pete Kircher. 14. května 1982 odehráli v Birminghamské aréně N.E.C. koncert, který navštívil i princ Charles. Koncert se totiž odehrál v rámci jeho charitativní nadace Princes' Trust a byl to první rockový koncert, na němž byl osobně přítomen člen královské britské rodiny. Některé skladby z koncertu byly následně vydány na albu Live at the N.E.C. Během osmdesátých let eskalovaly problémy mezi zakládajícmi členy Rossim a Lancasterem, které vedly ke konci živého koncertování. To mělo mít podobu velkého tour s názvem "End of the Road" roku 1984, které vyvrcholilo velkým závěrečným koncertem v Milton Keynes dne 21. 7. 1984. Koncertu se zúčastnilo 35 000 diváků. Následující rok se však kapela opět sešla, když zahajovala britskou část charitativního koncertu Live Aid, a to s písní „Rockin' all over the world“.
Roku 1986 se Status Quo opět sešlo ve studiu, ale s novým baskytaristou Johnem "Rhino" Edwardsem a bubeníkem Jeffem Richem, kteří předtím spolupracovali s Parfittem na jeho nevydané sólové desce. Alanu Lancastrovi, který již nějakou dobu trvale žil v Austrálii, se situace samozřejmě nelíbila a vše se řešilo soudně a nakonec vyřešilo peněžitou sumou. Po veškerých soudních sporech tak Status Quo v nové sestavě vydalo album s názvem In The Army Now, jehož titulní skladba se stala jednou z nejúspěšnějších a nejznámějších skladeb Status Quo vůbec.
9. srpna 1986 vystoupili na třech festivalech ve třech zemích během 24 hodin. V 0:30 hráli v Dánsku, v 16:30 v Anglii a ve 22:30 ve Švýcarsku. V roce 1988 vyšlo album s názvem Ain't Complaining, na kterém byl další z úspěšných singlů "Burning Bridges".
V roce 1991 obdrželi britskou hudební cenu za významný přínos rock'n'rollové hudbě a později téhož roku dostali stejně ocenění i na předávání světových hudebních cen v Monte Carlu. Roku 1991 se také zapsali do Guinnessovy knihy rekordů, když v rámci turné k novému albu Rock 'Til You Drop odehráli čtyři koncerty ve čtyřech různých městech (Sheffield, Glasgow, Birmingham, Londýn - Wembley) během 11 hodin a 11 minut.
Roku 1994 kapela vydala další studiové s názvem Thirsty Work a spolupracovala s fotbalovým Manchesterem United, z čehož vznikla skladba „Come On You Reds“, která se umístila na prvním místě britské hitparády, ačkoliv hudebně se jednalo pouze o skladbu „Burning Bridges“ s jiným textem a sborovým zpěvem fotbalistů.
K třicátému výročí společného hraní Rossiho a Parfitta vydali roku 1996 album Don't Stop sestavené ze skladeb různých rockových interpretů ve stylu Status Quo. Album zaznamenalo úspěch v podobě druhého místa hitparády.
V roce 2000 vydala skupina další album cover verzí s názvem Famous In The Last Century. K albu vyšlo i DVD se záznamem kapely hrající písně z alba. Tento koncert byl zároven posledním koncertem bubeníka Jeffa Riche. Ten kapelu opustil po patnácti letech a nahradil ho Matt Letley.
Roku 2005 se skupina objevila v dvojepizodě britského nekonečného seriálu Coronation Street, kde představili sami sebe. Francis Rossi a Rick Parfitt zde uštědřili několik ran pěstí jedné z postav seriálu, velkému fanouškovi Status Quo, jménem Les Battersby, aby mu později zahráli na jeho svatbě.
Roku 2010 kapela z charitativních účelů natočila novou verzi singlu „In the Army Now“ s upraveným textem a videoklipem natočeném na britské vojenské základně. Dále v nové verzi účinkoval vojenský sbor jménem Corps of Army Music. Skladba byla úmistěna i na novém studiovém albu s názvem Quid Pro Quo, které vyšlo následující rok.
Roku 2013 kapela vydala svůj stý singl s názvem „Bula Bula Quo“ a účinkovala v akční komedii Bula Quo!. Francis Rossi a Rick Parfitt zde hráli v hlavní roli po boku Jona Lovitze, Laury Aikmanové a Craiga Fairbrasse. Oba ve filmu představovali sami sebe, když se po jednom z koncertů Status Quo na Fiji stali svědkem vraždy, a poté utíkali s důkazy před místními gangstery. K filmu vyšlo i stejnojmenné studiové album, které bylo zároven jeho soundtrackem. 
Stejného roku se poprvé po třiceti letech spolu sešli i všichni původní členové (Rossi, Parfitt, Lancaster, Coghlan) a odehráli krátké tour, které se pak opakovalo i na jaře následujícího roku.
Na konci roku 2012 ohlásil Matt Letley svůj odchod ze skupiny. Na začátku roku 2013 však ještě odehrál několik koncertů, než se našla náhrada. Lettleyho za bicími ho nahradil Leon Cave, který již předtím spolupracoval na Rossiho sólové desce a následném turné.
V roce 2014 vydala skupina album Aqoustic (Stripped Bare). Kolekci starých písni v akustickém provedení v doprovodu smyčců. Následující rok následovalo i kráké turné v akustickém podání. Album se dočkalo kladných ohlasů a v roce 2016 i následovníka s názvem Aqoustic II: That's A Fact.

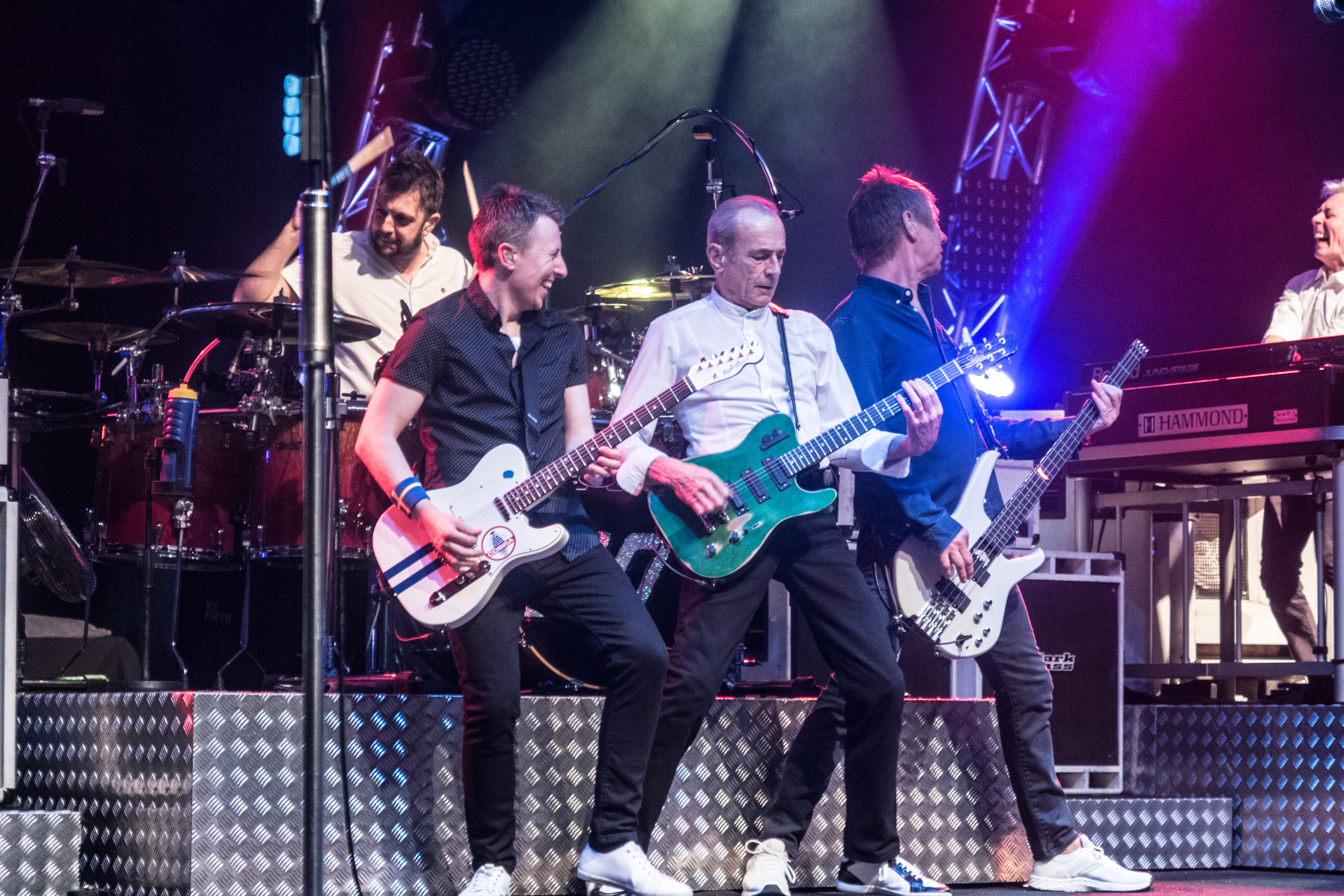
Status Quo během koncertu ve Švédsku 22. dubna 2017 (zleva: Cave, Malone, Rossi, Edwards, Bown)

V létě téhož roku po koncertě v turecké Antale zkolaboval Rick Parfitt. Ačkoliv se ho podařilo zachránit, v koncertech pokračovat nemohl a na podiu ho nahradil nejprve Freddie Edwards (syn baskytaristy) a následně Richie Malone. 24.12. 2016 Rick Parfitt zemřel kvůli infekci z operovaného ramene. Richie Malone se stal trvalou náhradou a Status Quo koncertuje i nadále. V roce 2019 vydává skupina v novém složení své celkové 33. studiové album s názvem Backbone. Album se dostalo na 6. místo britské hitparády, což je nejlepší umístění alba Status Quo s novým materiálem od roku 1982. V reakci na to kapela ohlásila turné na rok 2020, to však nakonec bylo z důvodu koronavirové pandemie bez náhrady kompletně zrušeno. Až v dubnu 2021 ohlásila kapela na rok 2022 tour s názvem Out Out Qouing, které začne ve Spojeném království a Irsku a bude pokračovat do Evropy.
Za svou existenci odehrálo Status Quo více než 6 000 živých koncertů (na cestách strávili celkem 23 let života), které vidělo dohromady více než 25 milionů lidí, a vydali 44 alb, která se umístila v britské hitparádě (28 studiových (z celkových 33), 11 kompilací a 5 zaznamenaných koncertů), úspěšnější byli v Británii pouze Rolling Stones. Dále vydali více než 100 singlů, z nichž 40 se v Británii dostalo mezi Top 20 singly hitparády, a 106krát vystoupili v britském pořadu o populární hudbě Top of the Pops, což z nich činí rekordmana tohoto hlavně od 60. do 80. let 20. stol. velice populárního pořadu.

## Diskografie
Studiová alba
- Picturesque Matchstickable Messages from the Status Quo (1968)
- Spare Parts (1969)
- Ma Kelly's Greasy Spoon (1970)
- Dog of Two Head (1971)
- Piledriver (1972)
- Hello! (1973)
- Quo (1974)
- On the Level (1975)
- Blue for You (1976)
- Rockin' All Over the World (1977)
- If You Can't Stand the Heat (1978)
- Whatever You Want (1979)
- Just Supposin' (1980)
- Never Too Late (1981)
- 1+9+8+2 (1982)
- Back to Back (1983)
- In the Army Now (1986)
- Ain't Complaining (1988)
- Perfect Remedy (1989)
- Rock 'Til You Drop (1991)
- Thirsty Work (1994)
- Don't Stop (1996)
- Under the Influence (1999)
- Famous in the Last Century (2000)
- Heavy Traffic (2002)
- Riffs (2003)
- The Party Ain't Over Yet (2005)
- In Search of the Fourth Chord (2007)
- Quid Pro Quo (2011)
- Bula Quo! (2013)
- Aquostic (Stripped Bare) (2014)
- Aquostic II: That's a Fact (2016)

V říjnu 2010 vyšla kolekce televizních a rádiových nahrávek pod názvem Live at the BBC. V roce 2011 skupina vydala své 29. studiové album Quid Pro Quo. Jako bonusová skladba je zde i nově nahraná verze skladby „In the Army Now“. V roce 2012 skupina za pomoci režiséra Alana G. Parkera natočila svůj první dokumentární film pojmenovaný Hello Quo!; do kin přišel v říjnu 2012.

## Členové
Kapelu založili spolužáci Francis Rossi, Alan Lancaster a Alan Kay, který však záhy odešel. Původní koncertní sestavu tak tvořili Francis Rossi, Alan Lancaster, John Coghlan a Jess Jaworski. Jaworskiho brzy nahradil Roy Lynes. Právě tato sestava vystřídala několik názvů (The Scorpions, The Spectres, Traffic, Traffic Jam, The Status Quo). V roce 1967 do skupiny přišel Rick Parfitt.
Počátkem sedmdesátých let ze skupiny odešel Lynes. Skupina několik roků pokračovala ve čtyřech, než ji na klávesy doplnil Andy Bown. Ten původně nebyl oficiálním členem skupiny, to se změnilo až v roce 1981, avšak s kapelou napevno působil již od roku 1976. Počátkem osmdesátých let odešel Coglan a nahradil ho Pete Kircher. Několik let poté odešli Kircher i Lancaster; Lancastera nahradil John „Rhino“ Edwards, který ve skupině hraje dodnes a Kirchera Jeff Rich. Rich ze skupiny odešel v roce 2000 a nahradil ho Matt Letley, který ze skupiny odešel v prosinci 2012, ale následně s nimi ještě několik měsíců hrál, než si skupina našla nového bubeníka. Tím se v květnu 2013 stal Leon Cave z Rossiho sólové skupiny. Ještě dříve toho roku (v březnu) byla skupina dočasně obnovena v sestavě Rossi/Parfitt/Lancaster/Coghlan, přičemž tato sestava měla natočit i nové album.
V říjnu 2016 se Rick Parfitt zotavil po infarktu po koncertě v Turecku, ale rozhodl se, že už nebude se skupinou koncertovat, natočí sólové album a vydá autobiografii. O Vánocích téhož roku však podlehl vážné infekci po zranění ramene. V kapele ho nahradil Richie Malone.
Na živých koncertech od 19.5. 2000 do 22.1. 2002 nevystupoval z osobních důvodů při živých koncertech Andy Bown. Jeho náhradou se dočasně stal Paul Hirsch, který se zvládl naučit koncertní set v nejkratším čase.